# Automeris themis
Automeris themis är en fjärilsart som beskrevs av Paul Dognin 1919. Automeris themis ingår i släktet Automeris och familjen påfågelsspinnare. Inga underarter finns listade i Catalogue of Life.